# Mnais icteroptera
Mnais icteroptera är en trollsländeart som beskrevs av Fraser 1929. Mnais icteroptera ingår i släktet Mnais och familjen jungfrusländor. Inga underarter finns listade i Catalogue of Life.